# گارندولبنمان
گارندولبنمان (به انگلیسی: Garndolbenmaen) یک روستا در بریتانیا است که در گوینز واقع شده‌است. گارندولبنمان ۱٬۳۰۰ نفر جمعیت دارد.